# Chemin de fer Carillon et Grenville
Pour les articles homonymes, voir Carillon (homonymie).
Le chemin de fer Carillon et Grenville est un ancien chemin de fer à voie large. D'une longueur de 12,5 milles, il a pour fonction d'effectuer un portage (en) entre Carillon et Grenville, au Québec (Canada), transportant les passagers et marchandises des bateaux à vapeur qui ne peuvent franchir les rapides.
Le chemin de fer Carillon et Grenville est l'un des plus anciens au Canada. Incorporée en 1853, la compagnie met en service le chemin de fer en 1854. La société est acquise par le Canadien Nord en 1910, qui convertit les rails à l'écartement standard jusqu'à sa mise hors-service en 1939.

## Tracé
Le chemin de fer relie Carillon, au pied des rapides du Long-Sault sur la rivière des Outaouais, à Grenville, en amont sur la rivière. Les deux seules gars sur son parcours sont les gares terminales.
Le chemin de fer a comme fonction d'offrir un portage pour les marchandises et les voyageurs, écourtant sensiblement le voyage en bateau à vapeur entre Montréal et Ottawa. En effet, les voyageurs étaient obligés de débarquer à Carillon en raison de l’étroitesse du canal qui ne permettait pas le passage des gros bateau. Ce n’est qu’au-delà des rapides du Long-Sault que l’on pouvait continuer le voyage, dans un autre bateau. Avant l’arrivée du chemin de fer, il fallait parcourir la distance d’une vingtaine de kilomètres en diligence.
De par sa nature même, le chemin de fer n'est en fonction que de façon saisonnière, c'est-à-dire lorsque la rivière des Outaouais est libre de glaces et que la navigation y est possible,. Le train effectue sur la ligne un aller-retour quotidien, dont les départs et arrivés sont synchronisés avec ceux des bateaux à vapeur.

## Historique
Le chemin de fer Carillon et Grenville naît de l'échec du projet de relier Bytown (renommée Ottawa en 1855) et Montréal par chemin à lisses de bois. En 1847, les promoteurs réorientent leur projet et visent plutôt à offrir un portage contournant les rapides qui entravent la navigation par bateau à vapeur,. Une compagnie est constituée en août 1853.
La ligne ferroviaire, faite de rails en « U » écartés de 5 pi 6 po (1 676 mm), est complétée en octobre 1854 et mise en service en décembre de la même année, lorsque le matériel roulant est livré. James Sykes, un entrepreneur de Sheffield en Angleterre, est le concepteur et l'argentier du projet. Il décède dans le naufrage d'un navire transatlantique peu de temps après l'inauguration, emportant avec lui sa fortune mettant en péril les projets d'expansion du chemin de fer.
En 1858, John Abbott, magnat des chemins de fer et futur premier ministre du Canada, met la main sur la compagnie au bord de la faillite pour une fraction de sa valeur,. Sous sa gouverne, le Carillon et Grenville connaît quelques améliorations. Abbott revend à profit le chemin de fer à l'Ottawa River Navigation Company en 1864,.
En 1905, Charles Newhouse Armstrong rachète l'ensemble des actifs de l'Ottawa River Navigation Company, avec l'intention de relier Ottawa et Montréal par train électrique à grande vitesse,. Il fait renommer sa compagnie Central Railway of Canada (« Chemin de fer central du Canada »), ayant le projet de relier Sault-Sainte-Marie à Gaspé ― ce qu'accomplit bien des années plus tard le Canadien National.
Au fur et à mesure de la progression des chemins de fer sur d’autres parcours, le transport fluvial des passagers décline rapidement, laissant en plan les bateaux à vapeur et ce tronçon ferroviaire. En 1910, trois chemins de fer relient déjà Ottawa et Montréal. La fonction de portage saisonnier du Carillon et Grenville est alors anachronique, son équipement est jugé désuet et son tracé demeure isolé des réseaux ferroviaires, en dépit des autorisations pour les y connecter. Le chemin de fer entame donc sa dernière saison de fonctionnement et est démantelé l'année suivante.
Entretemps, le Canadien Nord (CNoR) construit une ligne entre Montréal et Hawkesbury, vis-à-vis Grenville sur l'Outaouais. La liaison est mise en service en 1909. En 1914, le CNoR acquiert l'emprise du Carillon et Grenville et y relocalise une partie du tracé du chemin de fer Montréal-Hawkesbury. Cette section est en service jusqu'en 1939.